# Assento

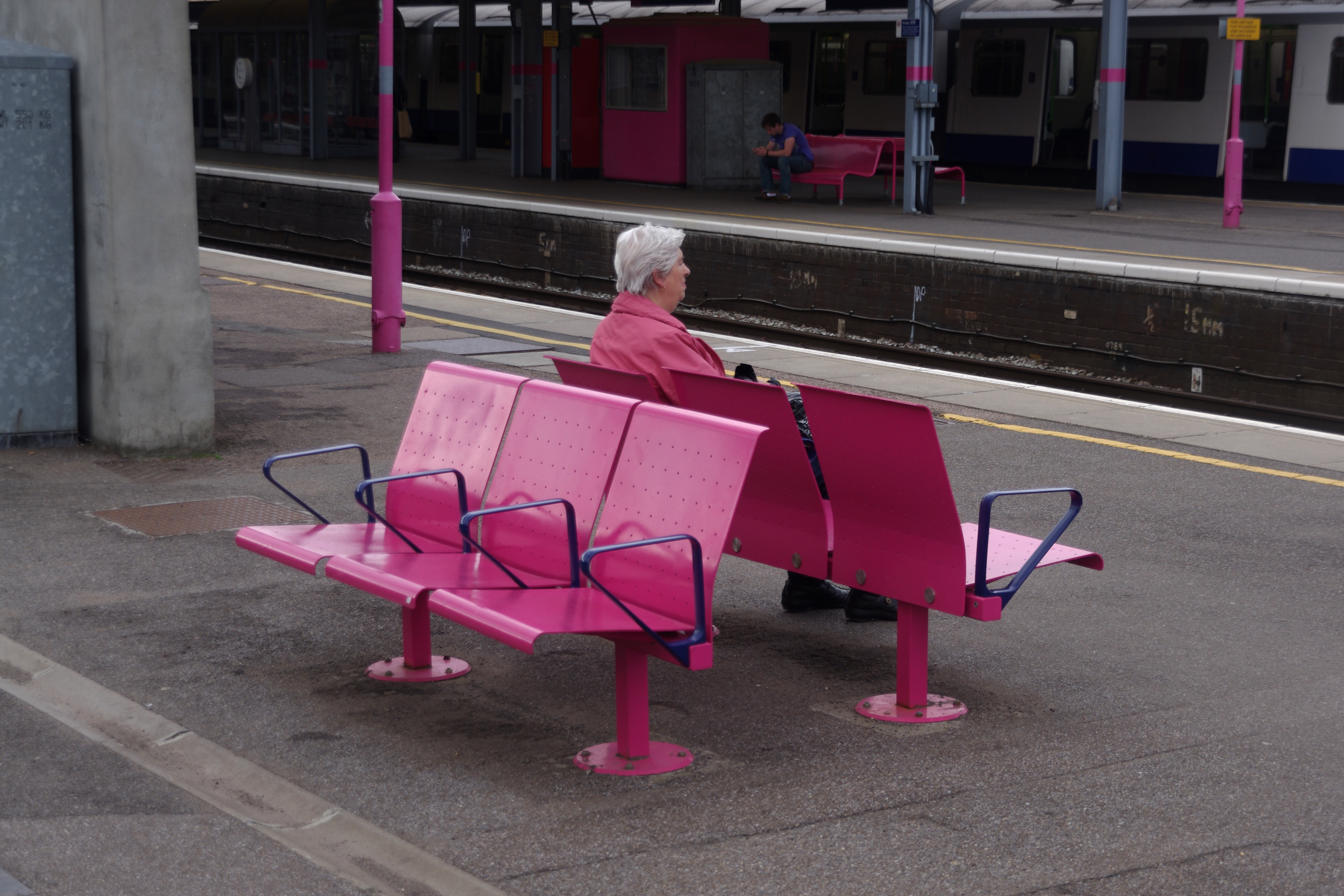
Assentos em uma estação ferroviária britânica.

Um assento é um lugar para sentar. O termo pode abranger recursos adicionais, como encosto, apoio de braço, apoio de cabeça, mas também sede em um sentido mais amplo.

## Tipos
A seguir, exemplos de diferentes tipos de assento:
- Poltrona, uma cadeira equipada com braços
- Assento de avião, para passageiros de aeronave
- Banco de bar, um banco alto usado em bares e na maioria das casas
- Banco, um assento longo e duro
- Assento de bicicleta, uma sela em uma bicicleta
- Assento de carro, um assento em um automóvel
- Cátedra, um assento para um bispo localizado em uma catedral
- Cadeira, um assento com encosto
- Chaise longue, uma cadeira macia com apoio para as pernas
- Sofá, um assento longo e macio
- Assento ejetor, assento de resgate em uma aeronave
- Assento dobrável
- Assento duro
- Cadeirinha, para uma criança pequena em um carro
- Jumpseat, assento auxiliar em um veículo
- Pew, um assento longo em uma igreja, sinagoga ou tribunal
- Sela, um tipo de assento usado nas costas de animais, bicicletas, colo etc.
- Assento deslizante, em um barco a remo
- Banqueta, um assento sem braços ou encosto
- Trono, um assento para um monarca

## Etimologia
A palavra assento vem do inglês médio "sete", do inglês antigo gesete/geseten e/ou sǣte seat, sittan to sit. Possivelmente relacionado ou cognato com Old Norse sæti. O primeiro uso conhecido da palavra assento é no século 13.

## Ergonomia
Para alguém sentado, o comprimento 'poplíteo da nádega' é a distância horizontal da parte posterior das nádegas até a parte de trás da perna. Esta medida antropométrica é usada para determinar a profundidade do assento. Cadeiras produzidas em massa normalmente usam uma profundidade de 15 a 16 polegadas (38,1 a 40,6 cm).[carece de fontes?]